# Caridina spelunca
Caridina spelunca е вид десетоного от семейство Atyidae. Видът е уязвим и сериозно застрашен от изчезване.

## Разпространение и местообитание
Разпространен е в Западна Австралия.
Обитава сладководни басейни и реки.